# Troupe du Roy
La Troupe du Roy en el Palacio Real es el nombre dado a la tropa de Molière, hasta ese momento designada como la Tropa del Señor, cuando en junio de 1665 pasó bajo la tutela directa de Luís XIV de Francia, que la dota de una pensión de 6 000  libras anuales.
Después de la muerte de Molière, en febrero de 1673, algunos comediantes abandonan la tropa sumarse a la del Hotel de Borgoña ; los que quedan se fusionan con los comediantes del Marais en el seno de la Troupe de l'Hotel Guénégaud.
En agosto de 1680, Luís XIV ordena que los comediantes del Hotel Guénégaud y los del Hotel de Borgoña se unifiquen en el seno de la « Tropa de los comediantes franceses del rey », dando nacimiento a lo que hoy se denomina la Comedia Francesa.